# 3LW
3LW (аббр. от англ. 3 Little Women — «3 маленькие женщины») — американская женская группа, исполнявшая музыку в стилях хип-хоп, хип-хоп соул и R&B. Была основана в 1999 году в составе Нэтари Наутон, Эдриэнн Байлон и Кили Уильямс. В 2002 году Джессика Бенсон заменила Нэтьюри, ушедшую из группы. Вначале группа сотрудничала с лейблом Epic Records, а с 2003 года — с So So Def Recordings. В 2007 году проект был приостановлен, а в 2008 году группа официально прекратила своё существование.

## Состав
- Эдриэнн Байлон (англ. Adrienne Bailon) (1999—2007) — Эдриэнн Элиза Байлон (англ. Adrienne Eliza Bailon), родилась 24 октября 1983 года в Манхэттене, Нью-Йорк, Соединённые Штаты Америки
- Кили Уильямс (англ. Kiely Williams) (1999—2007) — Кили Алексис Уильямс (англ. Kiely Alexis Williams), родилась 9 июля 1986 года в Александрии, Виргиния, Соединённые Штаты Америки
- Нэтари Наутон (англ. Naturi Naughton) (1999—2002) — Нэтари Кора Мэрайа Наутон (англ. Naturi Cora Maria Naughton), родилась 20 мая 1984 года в Ист Орэндже, Нью-Джерси, Соединённые Штаты Америки
- Джессика Бенсон (англ. Jessica Benson) (2002—2007) — родилась в 1988 году

## Карьера в музыке

### 3LW(1999—2001)
Первый состав группы 3LW был окончательно сформирован в 1999 году. Их первый сингл «No More (Baby I’ma Do Right)» был выпущен осенью 2000 года. «No More» имел успех в чартах, и в начале 2001 года появился «Playas Gon’ Play». 5 декабря 2000 года был выпущен дебютный альбом, имеющий то же название, что и сама группа, — 3LW. Альбом был сертифицирован RIAA платиновым, так как его продажи в США достигли 1,3 миллиона копий. Летом 2001 года группа присоединилась к туру передачи Total Request Live телеканала MTV, в котором также участвовали Destiny’s Child, Dream, Nelly, Ив и Джессика Симпсон.
В 2001 году 3LW вместе с другими исполнителями, включая Майкла Джексона, Ашера, Бейонсе, Лютера Вэндросса, Селин Дион, Мэрайю Кэри, Анастейшу, Глорию Эстефан, ’N Sync, Ника Картера, Рики Мартина, Шакиру и Талию записала песню «What More Can I Give», ответ на события 11 сентября. В конце 2001 года группа совместно с Lil’ Romeo и Ником Кэнноном записала песню «Parents Just Don’t Understand» для саундтрека к мультфильму «Джимми Нейтрон, мальчик-гений».
Первую половину 2002 года 3LW в студии записывали первую половину второго альбома с рабочим названием Same Game, Different Rules. Альбом и предполагаемый первый с него сингл «Uh Oh» были представлены лейблу, который посчитал их недостаточно привлекательными для городских радиостанций. Песни из Same Game, Different Rules попали в интернет в формате MP3, и Epic Records обвинили в этом девушек. Организованная фанатами кампания в поддержку 3LW под названием «Never Let Go Of 3LW» на основе песни «Never Let Go» охватила радиостанции, и контракт был сохранён, несмотря на то, что альбом пропал.

### A Girl Can Mackи падение популярности (2002—2003)
Записав серию новых песен, летом 2002 года группа вернулась в чарты с записанным совместно с Loon синглом «I Do (Wanna Get Close To You)», продюсером которого стал Шон Коумз (Пи Дидди). К августу 3LW запланировали выпуск второго студийного альбома A Girl Can Mack, но непосредственно перед релизом Нэтари Наутон в интервью на радио сделала заявление о том, что она больше не является участницей группы. Причиной ухода девушка назвала постоянные разногласия между ней и другими членами 3LW, а также менеджером группы Мишель Уильямс, матерью Кайли. Последней каплей стал конфликт между участницей и Кили Уильямс, в ходе которого девушка бросила в Нэтьюри тарелку с горячей едой. После этого, заявила Нэтьюри, она была просто вынуждена уйти из 3LW. Остальные участницы группы в ответном заявлении опровергли выдвинутые Нэтьюри обвинения, сказав, что девушку никогда не подвергали физическому насилию и что никакого давления со стороны Мишель не оказывалось.
Оставшиеся в группе Кили Уильямс и Эдриэнн Байлон продолжили выступления вдвоём, по-прежнему используя название 3LW, тем самым вызвав шуточное обращение к себе со стороны прессы — 2LW. Уход Нэтьюри серьёзно отразился на популярности группы и продажах альбомов. Так, продажи A Girl Can Mack, выпущенного в октябре и получившего в чарте Billboard 200 15 место, достигли только 176 000 экземпляров. После того, как второй сингл с альбома — «Neva Get Enuf» — получил низкие результаты в чартах, по всей стране были проведены прослушивания, чтобы найти третью участницу в 3LW. В результате в начале 2003 года к группе присоединилась 15-летняя Джессика Бенсон. Впервые девушка выступила в ходе тура Soul Train летом того же года после появления в ток-шоу Live with Regis and Kelly.

### Point of No Return(2003—2008)
Осенью 2003 года 3LW прервала своё сотрудничество с Epic Records и подписала контракт с лейблом Джермейна Дюпри So So Def Recordings.
Третий студийный альбом группы изначально назывался Phoenix Rising, но затем его переименовали в Point of No Return. Первый сингл «Feelin’ You» вышел в эфирах радиостанций 12 июля 2006 года. В том же году группа совместно с Yung Joc записали песню «Bout It» для саундтрека к фильму «Шаг вперёд». Альбом планировали выпустить позднее в этом же году, но из-за участия Кайли и Адриенны в проекте компании Дисней The Cheetah Girls дата релиза была перенесена на 2007 год. Затем время снова переносилось, и в результате альбом не был выпущен. В начале 2007 года Адриенна в интервью журналу Girls Life заявила, что музыкальный проект 3LW приостановлен из-за The Cheetah Girls. Позднее Адриенна окончательно прервала все слухи, дав интервью Джонатону Джексону в 2008 году. В нём она заявила, что после того, как лейбл So So Def Recordings исключил их из списка клиентов, группа 3LW официально прекратила своё существование. Поэтому девушки решили отдавать все свои силы и время проекту The Cheetah Girls.

## Актёрская карьера
Помимо музыкальной работы, первоначальный состав появился на телеканале Nickelodeon в ситкоме «Taina» с Кристиной Видаль в ролях девушек с именами Лиа, Риа и Джиа.

## Дискография
- 2000: 3LW
- 2002: A Girl Can Mack
- 2006: Point of No Return (не выпущен)

## Награды и номинации
В 2001 году группа получила номинацию на награду BET Award в категории Лучшая группа.

## Интересные факты
- Участницы группы были показаны в вышедшей в 2001 году компьютерной игре NBA Street[10].
- В марте 2011 года началась кампания, проводимая фанатами группы, с целью вновь объединить первый состав группы[11].